# Lidköping (đô thị)

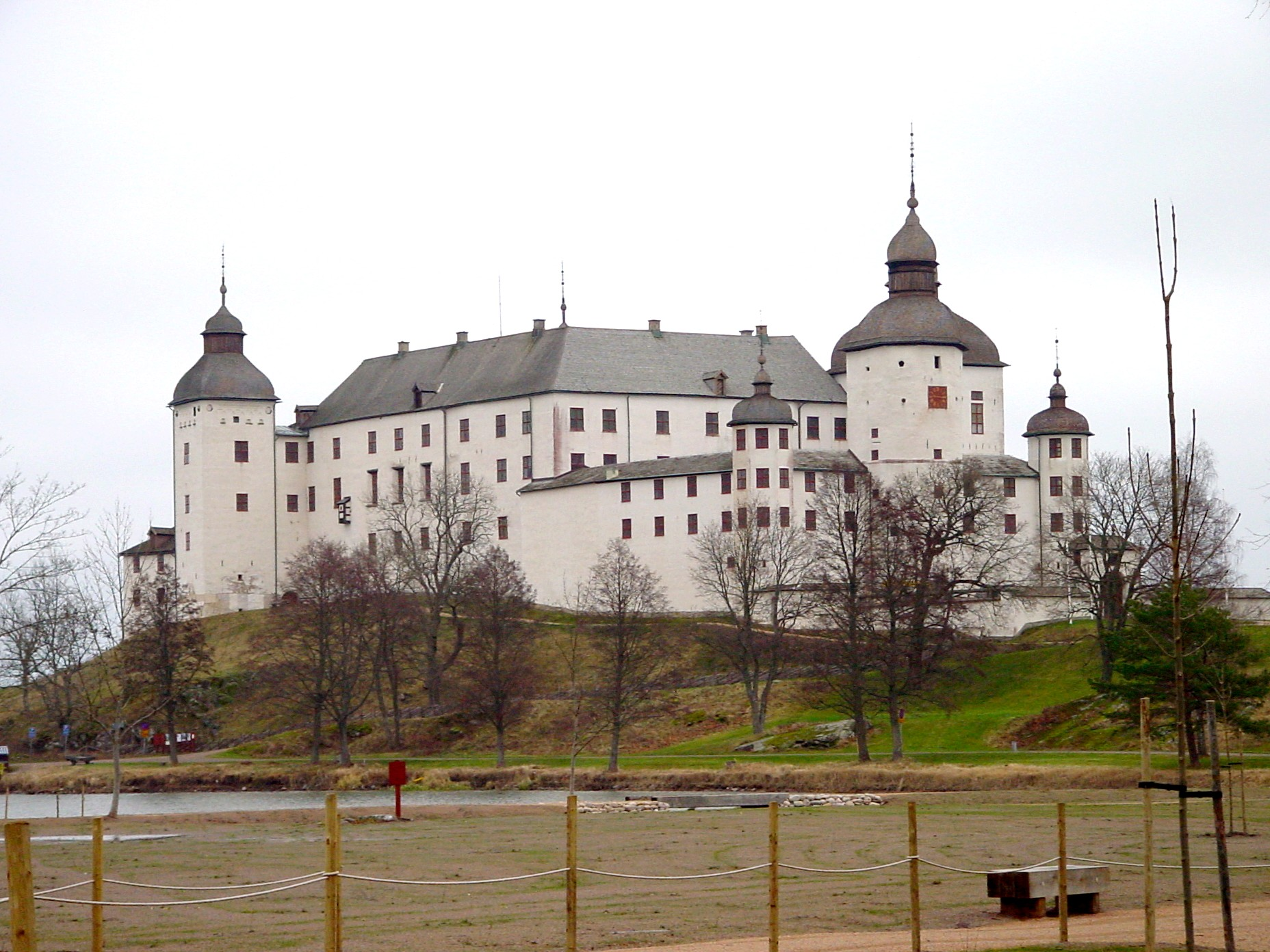
Lâu đài Läckö

Đô thị Lidköping (tiếng Thụy Điển: Lidköpings kommun) là một đô thị thuộc hạt Västra Götaland phía tây Thụy Điển. Thủy phủ là thành phố Lidköping.
Thị trấn Lidköping, kề bên Götene phía tây, nằm trên bán đảo Läckö-Kinnekulla. Đô thị này có một số hòn đảo trên hồ Vänern. Trong số đó, đáng chú ý nhất là đảo Läckö, nơi có Lâu đài Läckö, một di tích lịch sử nổi tiếng.